# Страна мини

Макет Костела Св. Симеона и Св. Елены

Музей архитектурных миниатюр «Страна мини» — частный музей архитектурных макетов достопримечательностей Беларуси в Минске. Страна мини — это технологичный и интерактивный музей миниатюр, где представлены более 30 достопримечательностей страны: как существующие, так и уже исчезнувшие объекты архитектуры. Часть достопримечательностей представлена в экспозиции в виде макетов (в масштабе 1:100, 1:87 и 1:120), а часть можно увидеть в виртуальной реальности.

Музей расположен в центре города Минска в здании Дворца Культуры Профсоюзов и является единственным музеем миниатюр на территории Беларуси. Площадь музея — 400 квадратных метров. Вдохновитель и создатель проекта — белорусский предприниматель Евгений Данилик.

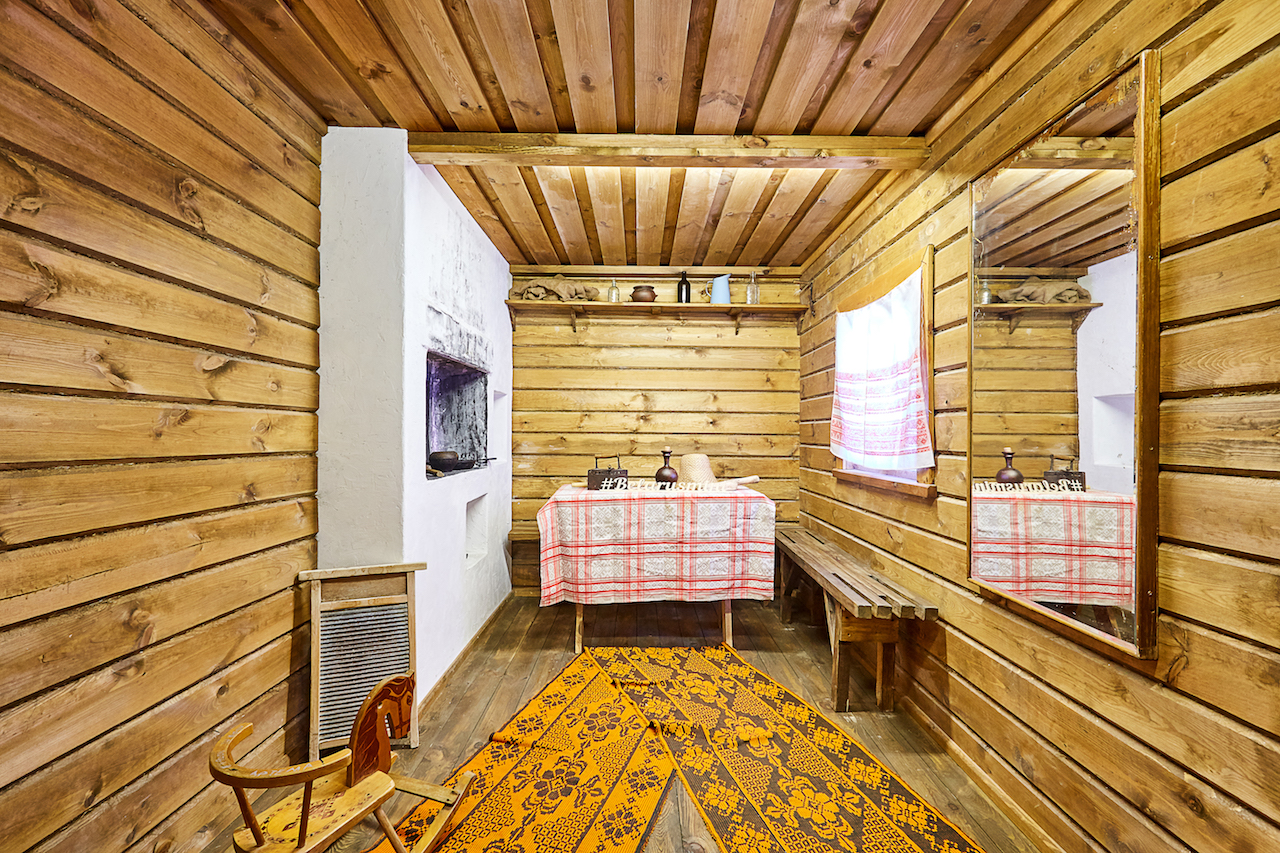
Фотозона музея «Белорусская хатка»

Музей открылся 24 декабря 2016 года.

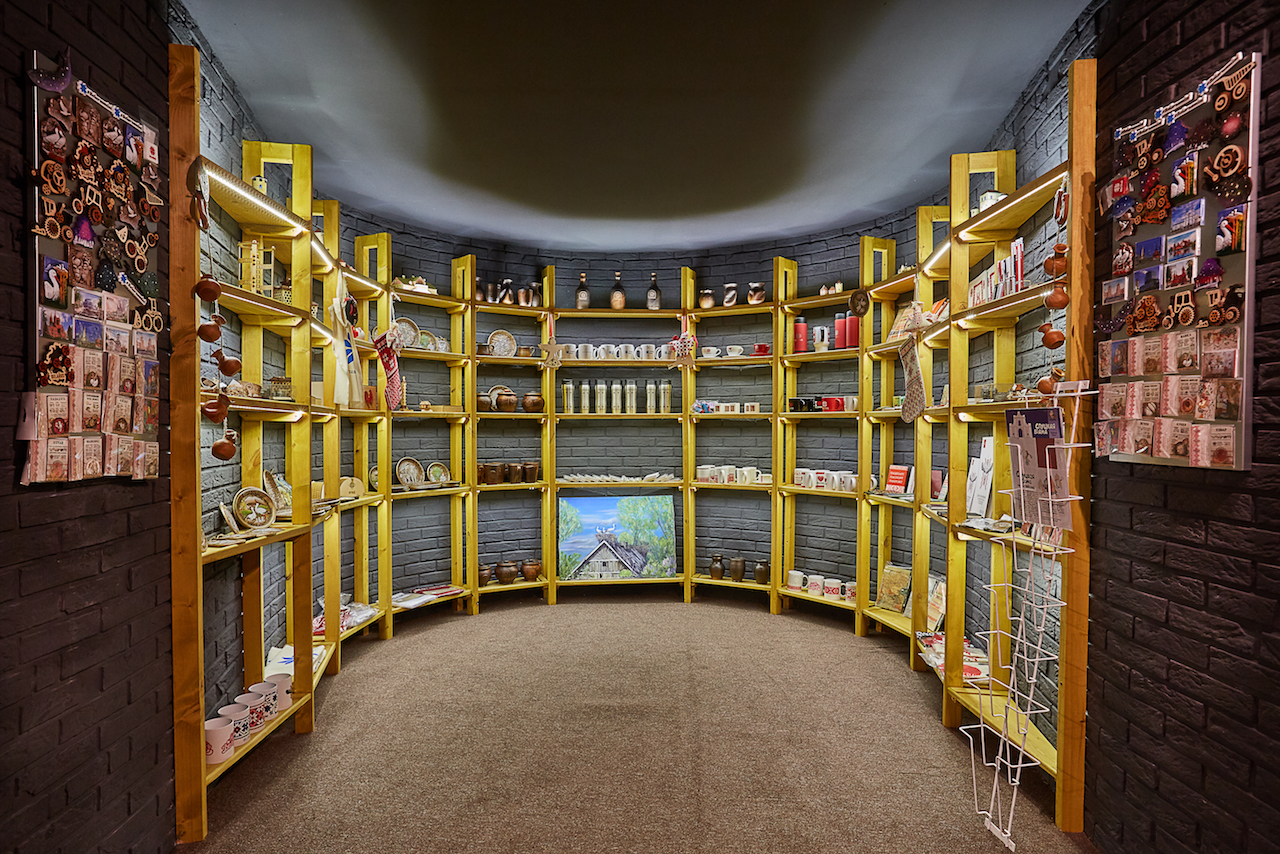
Сувенирная лавка

## Экспозиция
Экспозиция музея состоит из 20 макетов самых значимых достопримечательностей Беларуси, в том числе и малоизвестных. Памятники были отобраны по их архитектурным достоинствам и значению для истории Беларуси. Среди них — Несвижский замок, Мирский замок, Кревский замок, Свято-Успенский Жировичский монастырь, Костел Святого Симеона и Святой Елены, Брестская крепость. Каждый макет — это произведение искусства, имеющий свою интерактивную «фишку». Посетитель может сам выбирать режим «день» и «ночь» на макете, нажав интерактивную кнопку на стенде. Макеты сделаны из пластика, в детальной точности повторяют реальные памятники архитектуры, многие из которых включены в список Всемирного наследия Юнеско. Над созданием макетов работала команда из 25 человек в течение 8 месяцев. В целом на само оформление каждого макета уходило около месяца труда одного специалиста.
Для посетителей сделана специальная фотозона, оформленная в виде Белорусской национальной хатки.

## Технические решения
Система «День и ночь»

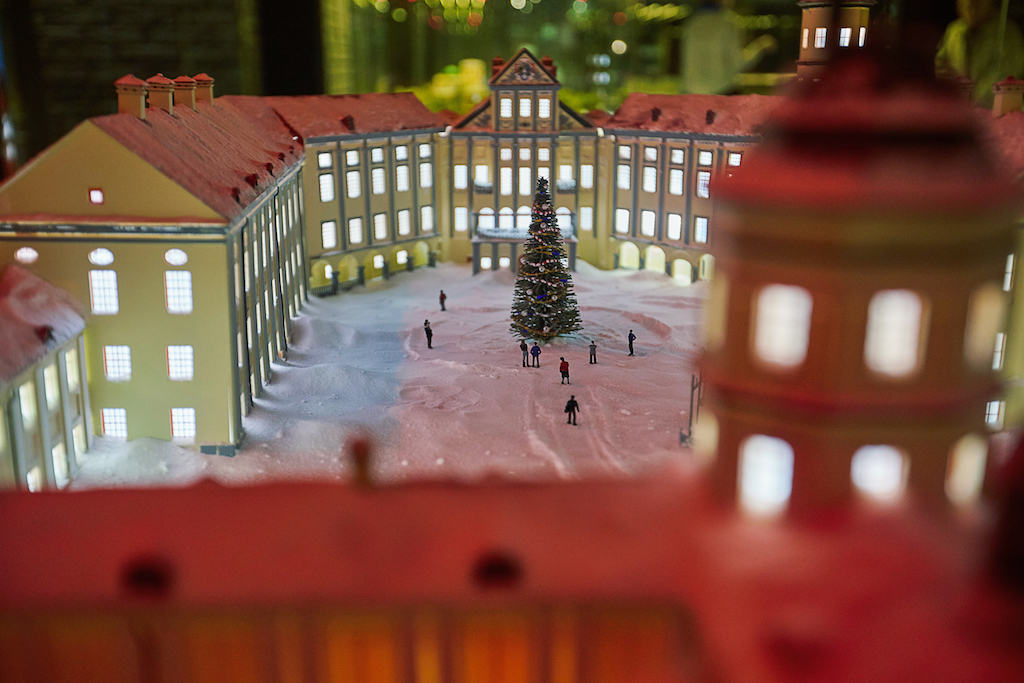
Макет Несвижского замка

Каждый макет оборудован системой включения режима день и ночь. При нажатии кнопки на стенде, происходит медленное угасание света с эффектом заката и макет плавно переходит в режим ночь. Некоторые макеты имеют функцию включения света в окнах, что создает иллюзию реальной жизни внутри макета. Национальная библиотека Беларуси представлена в белом виде и на её фоне проецируется видео.

## Интересные факты
- На создание макета Несвижского замка было вырезано 6000 кусочков белого пластика
- Макет Кревского замка был воссоздан по единственной сохранившейся картинке реконструкции замка Прищепы
- Макет Брестской крепости воссоздан в момент нападения фашистов на СССР 22 июня 1941 года

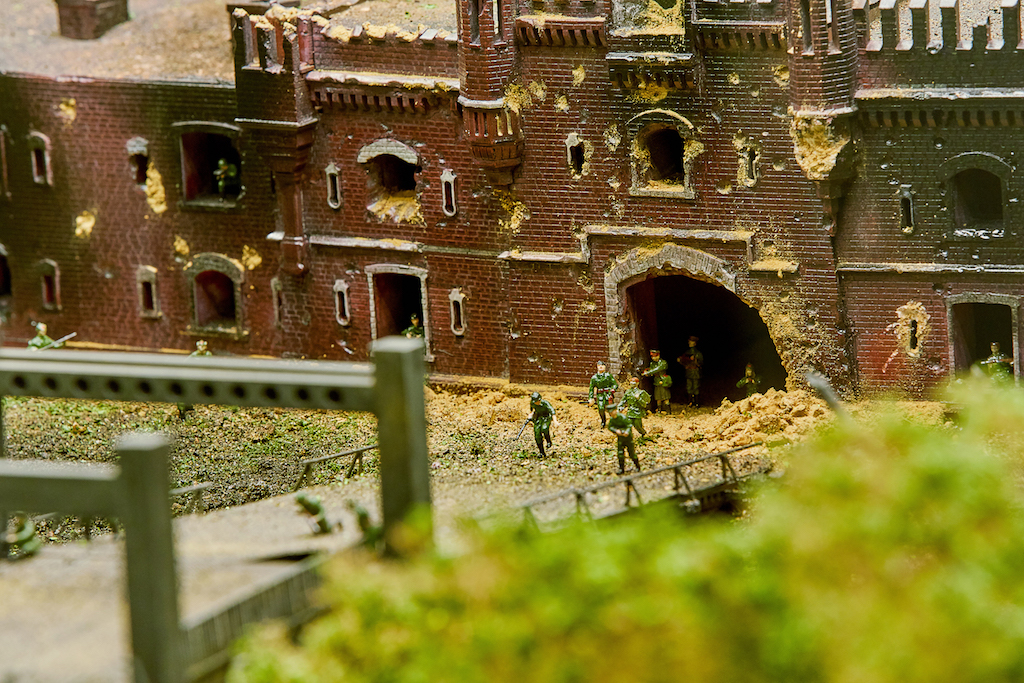
Фрагмент макета Брестской крепости (Холмские ворота)